# Cyrano de Bergerac (Alfano)

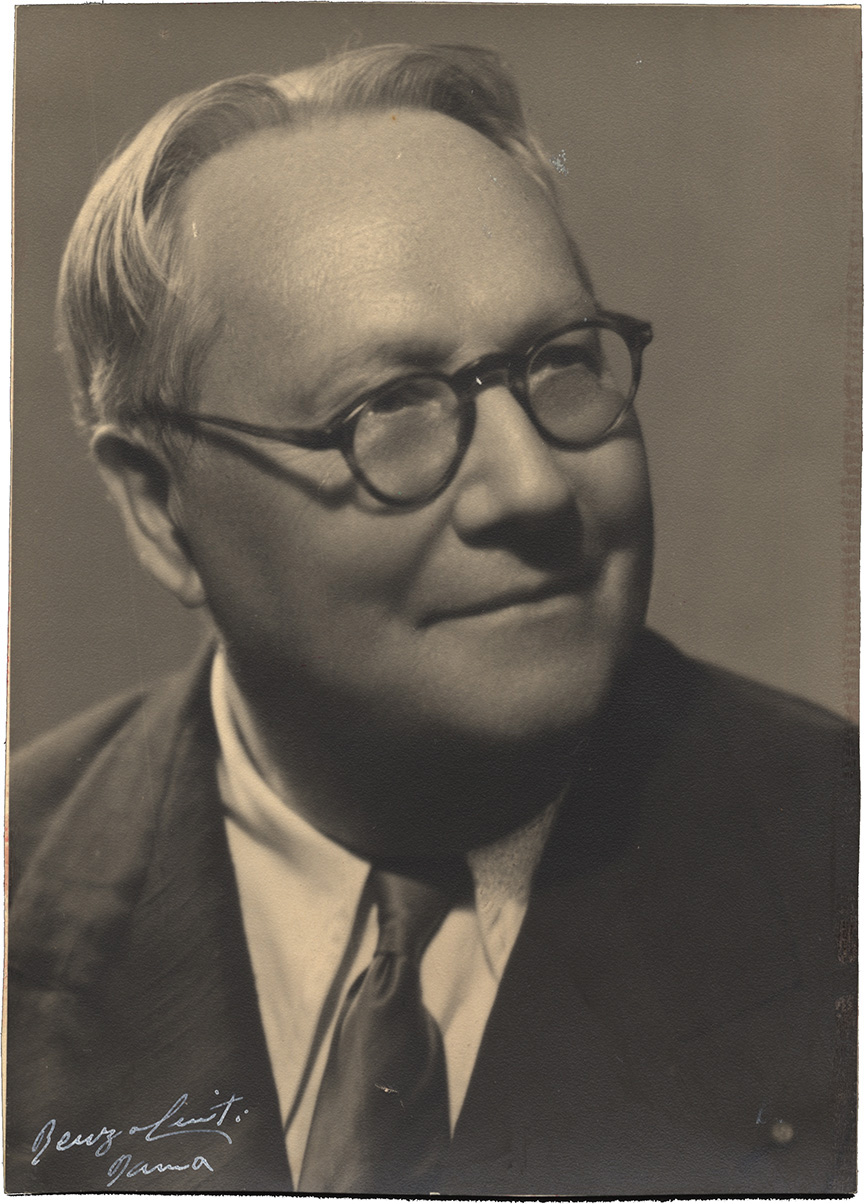
Franco Alfano

Cyrano de Bergerac är en opera i fyra akter med musik av Franco Alfano och libretto av Henri Caïn efter Edmond Rostands pjäs Cyrano de Bergerac (1897). Originalspråket är franska. Operan hade dock premiär i en italiensk översättning den 22 januari 1936 på Teatro Reale dell'Opera i Rom. Premiären av originalversionen ägde rum den 29 maj samma år i Salle Favart på Opéra-Comique i Paris. Numera har de flesta uppsättningar återgått till att framföra den franska versionen.

## Historia
Operans libretto skrevs av Henri Cain och baserades på Edmond Rostands versdrama Cyrano de Bergerac från 1897. Alfano hade under flera år intresserat sig för pjäsen och även Cain hade författat libretton över Cyrano och La princesse lointaine, ett annat av Rostands skådespel. I samband med föreställningar av hans opera Risurrezione i Monte Carlo 1925 pratade Alfano med Mary Garden, sångerskan i huvudrollen, om projektet. Den senare erbjöd sig att täcka de höga kostnaderna för rätten till texten. Alfano tackade tacksamt nej. Förhandlingarna med Edmond Rostands änka Rosemonde Gérard fortsatte i flera år. Alfano ville dock inte acceptera hennes villkor förrän han hittade en utgivare och hade den nödvändiga ekonomiska uppbackningen. Men efter att Cain hade försäkrat honom 1933 att det nuvarande erbjudandet på 30 000 franc inte skulle sjunka ytterligare, undertecknade han kontraktet i mitten av augusti. Han försäkrades om att han till en början bara skulle behöva betala en del. Hela summan skulle förfalla först efter fem år, under vilken han var tvungen att slutföra arbetet. Alfano skrev sedan till den wienska förläggaren Kalmus att han skulle slutföra arbetet inom två år. Han erbjöd de tyska rättigheterna till Universal Edition.
Ursprungligen avsåg Alfano att behålla förlagans femaktsstruktur. Senare bestämde han sig dock för att dra samman den andra och tredje akten. Han komponerade den första akten mellan oktober 1933 och våren 1934. Han avslutade den andra akten i slutet av 1934, den tredje i maj 1935. I juli 1935 färdigställdes större delen av den fjärde akten.
Även om Alfano ursprungligen hade erbjudit sitt arbete till Paris Opéra-Comique, ägde premiären rum den 22 januari 1936 i en italiensk version av Cesare Meano och Filippo Brusa med titeln Cyrano di Bergerac på Teatro Reale dell'Opera i Rom. Dirigent var Tullio Serafin. Den regisserades av Carlo Piccinato. Koreografin var av Boris Romanov och scenerierna av Cipriano Efisio Oppo och Filippo Brusa. Maria Caniglia (Rossana), Agnese Dubbini (guvernant), Matilde Arbuffo (Lisa), Edmea Limberti (Marta), Anna Maria Mariani (nunna), José Luccioni (Cyrano de Bergerac), Giuseppe Manacchini (De Guiche), Giacomo Vaghi (Kol), Alessio De Paolis (Cristiano), Emilio Ghirardini (Ragueneau), Ernesto Dominici (Le Bret), Mario Bianchi (De Valvert), Millo Marucci (spansk officer och musketör), Adolfo Pacini (kock), Saturno Meletti (Lignière) sjöng. För titelrollen hade Alfano valt tenoren José Luccioni efter att ha hört honom i en föreställning av Bizets Carmen. Eftersom Luccioni kunde sjunga på både franska och italienska tog han över rollen i Rom såväl som i den efterföljande franska premiären.
Den ursprungliga franska versionen framfördes första gången den 29 maj 1936 i Salle Favart på Opéra-Comique. Här dirigerade Albert Wolff, regissör var Joseph Ancelin, koreograf Constantin Tcherkas och scenograf Raymond Deshays. Sjöng gjorde Madeleine "Lillie" Grandval (Roxane), Jeanne Mattio (Guvernant), Madeleine Drouot (Lise), Marinette Fenoyer (Marthe), Christiane Gaudel (Nunna), José Luccioni (Cyrano de Bergerac), André Gaudin (De Guiche), Louis Jean Musy (Carbon), Louis Arnoult (Christian), Jean Vieuille (Ragueneau), Georges Ravoux (Le Bret), Georges Ravoux (Le Bret), Georges Ravoux (Le Bret), Georges Ravoux ( Paul Payen (Lignière), Victor Poujol (Musketör), Constantin Tcherkas (Montfleury, dansare) och Paul Durel (vaktpost).
1942, under andra världskriget, framfördes operan i Tyskland i Leipzig och Erfurt. Premiären på La Scala i Milano ägde rum 1954, strax före kompositörens död, under ledning av Antonino Votto med Ramón Vinay i titelrollen.
Premiären i USA ägde rum den 13 maj 2005 på Metropolitan Opera med Plácido Domingo i titelrollen. I maj 2007 hade den nypremiär på Metropolitan, nu med Roberto Alagna i titelrollen och sopranen Jennifer Rowley som Roxane i sin debut på Metropolitan.

## Om verket
Den samtida kritikern Guido M. Gatti kritiserade Alfano för "att vara alltför melodromatisk" och operan för att vara "överdekorerade och överarbetad" och innehålla "svår och halsbrytande vokalövningar". Men Gatti nämnde också att "operan har moment av definitiva uttryck och utsökt poesi".
Librettisten Cain effektiviserade Rostands förlaga avsevärt. Han tog bort några av de birollerna och koncentrerade handlingen. De väsentliga delarna behölls dock.
Alfano komponerade sin opera Cyrano de Bergerac i neoklassisk stil. Musiken är diatonisk och använder ofta parallella dissonanser. Sångdelarna påminner om Claude Debussys opera Pelléas et Mélisande. Musikforskaren Jürgen Maehder påpekade att Cyrano, i jämförelse med Alfanos tidigare verk, "var ett kliv tillbaka vad gäller musikalisk struktur". Alfano strävade efter att späda ut orkestersatsen till "några motoriskt rörliga röster", varigenom "den harmoniska implasticiteten som i allmänhet är inneboende i hans verk blir tydligare". Denna förenkling av den musikaliska strukturen, delvis föreskriven av de fascistiska myndigheterna, antogs delvis frivilligt av dåtidens kompositörer. Deklamationstonen verkar "inte övertygande" i den italienska versionen. Alfano själv fann sin musik "mer flexibel och lättare" än sina tidigare verk.

## Personer
| Roller             | Röststämma  | Premiärbesättning 22 januari 1936 Dirigent: Tullio Serafin |
| ------------------ | ----------- | ---------------------------------------------------------- |
| Roxane             | sopran      | Maria Caniglia                                             |
| La duègne          | mezzosopran | Agnese Dubbini                                             |
| Soeur Marthe       | mezzosopran | Edmea Limberti                                             |
| Lisa               | sopran      | Matilde Arbuffo                                            |
| Cyrano de Bergerac | tenor       | José Luccioni                                              |
| De Guiche          | baryton     | Giuseppe Manacchini                                        |
| Carbon             | bas         | Giacomo Vaghi                                              |
| De Valvert         | baryton     | Mario Bianchi                                              |
| L'officer espagnol | baryton     | Millo Marucci                                              |
| Christian          | tenor       | Alessio De Paolis                                          |
| Ragueneau          | basbaryton  | Emilio Ghirardini                                          |
| Le Bret            | basbaryton  | Ernesto Dominici                                           |
| Lignière           | baryton     | Saturno Meletti                                            |